# Teresa Desqueyroux (film 2012)
Teresa Desqueyroux (fr. Thérèse Desqueyroux) − francuski dramat filmowy z 2012 roku w reżyserii i według scenariusza Claude’a Millera. Ekranizacja wydanej w 1927 roku powieści pod tym samym tytułem autorstwa François Mauriaca.
Światowa premiera filmu miała miejsce 27 maja 2012 roku podczas zamknięcia 65. MFF w Cannes, gdzie obraz prezentowany był w ramach pokazów pozakonkursowych.

## Fabuła
Teresa Larroque wychodzi za mąż za Bernarda Desqueyroux, co pozwala połączyć ich odziedziczone majątki ziemskie porośnięte sosnami w departamencie Landy we Francji, jej ambicje sięgają jednak dalej. Początkowo zgadza się odgrywać rolę troskliwej żony, jednak w konfrontacji ze szczerą miłością Anne de la Trave, jej przyjaciółki z dzieciństwa i siostry Bernarda, do Jeana Azevedo, dostrzega swój brak swobody i uczucia do męża. Postanawia zatem się od niego uwolnić.

## Obsada
- Audrey Tautou jako Thérèse Larroque - żona Bernarda Desqueyroux
- Gilles Lellouche jako Bernard Desqueyroux
- Anaïs Demoustier jako Anne de la Trave
- Catherine Arditi jako pani de la Trave
- Isabelle Sadoyan jako ciotka Clara
- Francis Perrin jako pan Larroque
- Jean-Claude Calon jako pan de la Trave
- Max Morel jako Balion
- Françoise Goubert jako Balionte
- Stanley Weber jako Jean Azevedo
- Alba Gaïa Kraghede Bellugi jako 15-letnia Thérèse Larroque
- Matilda Marty-Giraut jako 15-letnia Anne de la Trave